# El Mirador, Coscomatepec
El Mirador är en ort i Mexiko.   Den ligger i kommunen Coscomatepec och delstaten Veracruz, i den sydöstra delen av landet, 220 km öster om huvudstaden Mexico City. El Mirador ligger 1 468 meter över havet och antalet invånare är 221.
Terrängen runt El Mirador är lite bergig, och sluttar österut. Runt El Mirador är det tätbefolkat, med 276 invånare per kvadratkilometer. Närmaste större samhälle är Heroica Coscomatepec de Bravo, 1,4 km väster om El Mirador. I omgivningarna runt El Mirador växer i huvudsak städsegrön lövskog.